# 2732 Вітт
2732 Вітт (2732 Witt) — астероїд головного поясу, відкритий 19 березня 1926 року.
Тіссеранів параметр щодо Юпітера — 3,332.
Названий на честь німецького астронома Вітта